# アーセナルTV
アーセナルTV（Arsenal TV）は、プレミアリーグに所属しているアーセナルFCが運営しているオフィシャルクラブTV。
プレミアリーグに所属するクラブのオフィシャルTVとしては、MUTV・チェルシーTVなどがあるが、これらは放送開始当初から英国内でも放送されているのに対して、アーセナルTVは当初海外の放送局のみの放送であった。
2008年1月、BスカイB（現在のスカイ）やケーブルテレビにより英国内での放送が開始されたが、合弁先のSetanta Sportsの破綻もあって2009年8月に終了している。なお、インターネットによる「Arsenal TV Online」の配信は継続している。

## 概要
日本では2005年3月、J SPORTSが放映権を獲得、同年4月より2007年5月まで放送していた。
3時間のプログラムでニュース、ザ・ビッグマッチ（プレミアリーグ・チャンピオンズリーグ）、アーカイブなどが放送されるが、チャンピオンズリーグやプレミアリーグの一部試合は60分程度編集して放送される。そのため一部カットされるところがある。また、MUTV・チェルシーTVでもアーセナル戦が放送されることがある。